# Idaea consanguiberica
Idaea consanguiberica är en fjärilsart som beskrevs av Reser och Hermosa 1992. Idaea consanguiberica ingår i släktet Idaea och familjen mätare. Inga underarter finns listade i Catalogue of Life.

## Bildgalleri

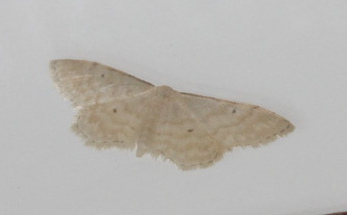